# Dylan Alcott
Dylan Martin Alcott (Melbourne, 4 dicembre 1990) è un ex tennista ed ex cestista australiano.
Ha completato due volte il Grande Slam, la più ardua impresa del tennis che consiste nel vincere i quattro tornei dello Slam nello stesso anno. Ci è riuscito nel 2019 in doppio e nel 2021 in singolare, con l'aggiunta dell'oro paralimpico (Golden Slam). È stato inoltre un conduttore radiofonico e speaker motivazionale. Alcott è stato anche un membro della squadra nazionale maschile Australiana di basket in carrozzina che viene riconosciuta in modo più colloquiale con il nome di "Rollers" australiana. All'età di 17 anni è diventato il più giovane "Rollers" australiano a conquistare una medaglia d'oro per il basket su sedia a rotelle ed è anche stato il più giovane a gareggiare in questa competizione. Nel 2014, è tornato a praticare il tennis in carrozzina con l'obiettivo di partecipare alle Paralimpiadi di Rio 2016 . Una volta arrivato alle Olimpiadi di Rio 2016, ha conquistato le medaglie d'oro nel "Quad" Singolo e nel Doppio maschile. È stato nominato il migliore atleta australiano paralimpico dell'anno 2016 grazie ai suoi eccezionali successi alle Paralimpiadi di Rio. Oltre alla sua eccezionale carriera sportiva, ha partecipato come ospite al programma radiofonico pomeridiano sulla stazione radio australiana Triple J e allo spettacolo di musica dal vivo "The Set" della ABC. Nel 2019 è stato un commentatore per gli Australian Open e anche membro della giuria dell'AFL Footy Show (programma di intrattenimento di sport e varietà).

## Primi anni di vita
Dylan Alcott è nato a Melbourne, in Victoria, dai genitori Martin e Resie, ed ha un fratello maggiore di nome Zack. Alla nascita gli è stato diagnosticato un tumore al midollo spinale che l'ha portato a sottoporsi ad un intervento delicato durante le prime settimane di vita. Il tumore fu rimosso con successo, tuttavia, lasciò Alcott in situazione di paraplegia, costringendolo a vivere tutta la sua vita su una sedia a rotelle.
Dal sesto anno di età Alcott ha frequentato la Brighton Grammar School, e ha gareggiato nel nuoto per la società sportiva Victoria. Una volta arrivato in Australia ha iniziato a praticare il tennis e il basket in carrozzina. Nel 2008 Alcott si è diplomato alla Brighton Grammar School.
Il primo sport preferito da Alcott è stato il tennis in carrozzina, dove ha rappresentato l'Australia in numerose occasioni. Già alla giovane età di 16 anni si classificò tra i primi 100 al mondo (4º al mondo se vengono presi in considerazione solo i minori di 18 anni).

## Pallacanestro

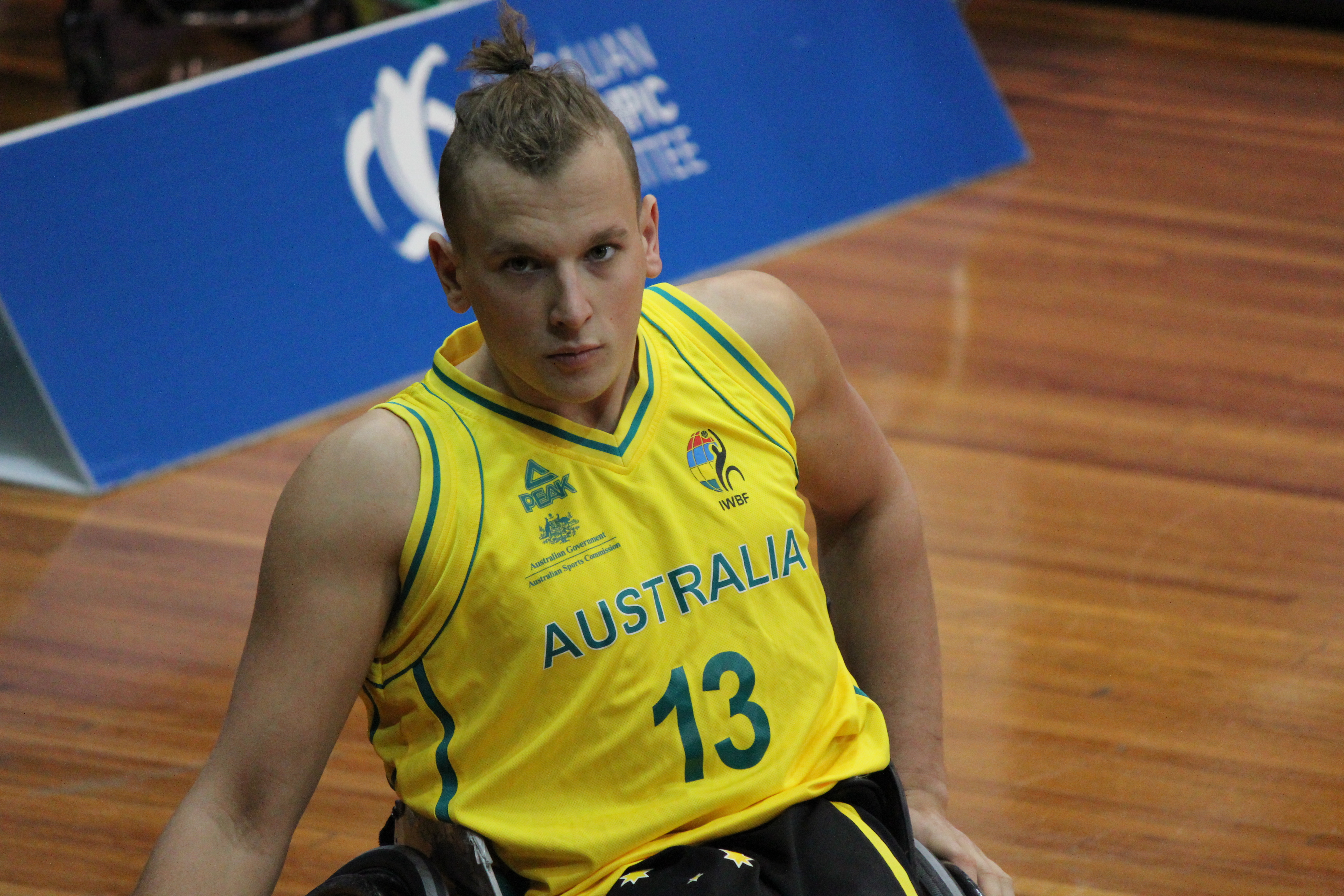
Alcott in una partita contro la Gran Bretagna

Alcott ha giocato la sua prima partita di basket in carrozzina all'età di 14 anni, al Campionato del Mondo ha debuttato con i Rollers, dove conquistarono la medaglia di bronzo. Alcott ha continuato a mantenere ben saldo il suo posto in nazionale e nel gennaio del 2008 è stato membro dei Rollers che hanno partecipato alle qualificazioni del torneo olimpico di Pechino. Alcott incise il suo nome nel mondo del basket grazie alle performance nella competizione della lega nazionale, gareggiando per i Dandenong Rangers e nel 2008 grazie alle sue prestazioni riuscì ad entrare nell'All Star Team. Ha raggiunto il successo anche attraverso la competizione juniores, essendo stato nominato il giocatore più prezioso della sua categoria.
Alcott ha fatto parte della squadra nazionale di pallacanestro australiana vincitrice della medaglia d'oro maschile alle Paralimpiadi estive del 2008, per la quale ha ricevuto una medaglia dell'Ordine dell'Australia . Durante i suoi primi giochi paralimpici Dylan ha dichiarato: "Avere 17 anni e vincere l'oro... beh, non c'è niente di meglio di così".
Nel 2009, Alcott ha accettato una borsa di studio presso l'Università dell'Illinois - Urbana-Champaign, dove ha vinto la College Championship division con la squadra di basket in carrozzina dell'Università dell'Illinois. Dopo un anno di studi ha deciso di tornare a Melbourne per allenarsi per i Giochi Paralimpici di Londra 2012.
Nel 2010 durante i Campionati del Mondo, Alcott ha preso parte al successo dei Rollers a Birmingham, in Inghilterra. È stato il primo campionato del Mondo che la squadra australiana di basket su sedia a rotelle avesse mai vinto, e Alcott fu nominato tra i migliori cinque giocatori del torneo.
Alle Paralimpiadi estive del 2012, Alcott ha fatto parte della squadra australiana di basket in carrozzina che ha conquistato la medaglia l'argento.

## Tennis

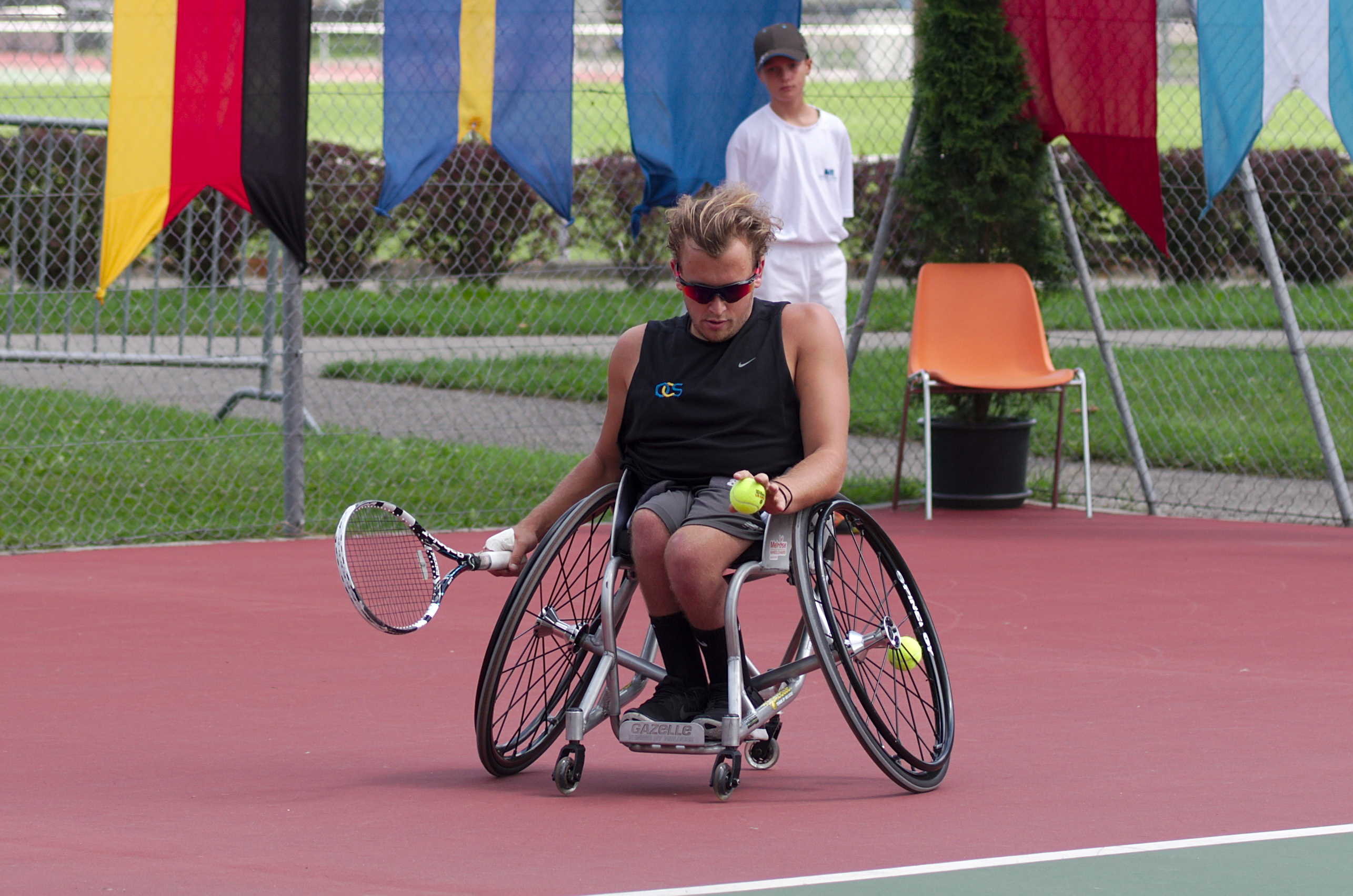
Alcott durante gli Swiss Open 2014 a Ginevra

Nel 2014, Alcott è tornato al tennis su sedia a rotelle. All'età di 16 anni, si è classificato tra i primi cinque juniores al mondo. Nel luglio 2014, ha sconfitto il numero tre del mondo Andy Lapthorne (7–5, 6–1) in finale del British Open Wheelchair Tennis Championship a Nottingham, vincendo il suo primo titolo della Super Series. All'inizio dell'anno, ha vinto il New Zealand Open nella sua seconda apparizione al torneo. Nel gennaio 2015, ha vinto il titolo dell'Australian Open in carrozzina sconfiggendo David Wagner. È stato il suo primo titolo del grande slam. Alla fine del 2015, si è classificato al primo posto del ranking mondiale dopo aver vinto otto titoli, tra cui due grandi slam nel singolo. Nel 2018, Alcott ha vinto il suo primo titolo di Tennis su sedia a rotelle nell'evento singolo di Quad. Nel 2022, dopo essere stato sconfitto da Sam Schröder nella finale degli Australian Open, si ritira dal tennis.

### Finali dei tornei del Grand Slam

#### Singoli Quad: 18 (15 titoli, 3 sconfitte)
| Esito     | Anno | Torneo              | Superficie  | Avversari      | Punteggio        |
| --------- | ---- | ------------------- | ----------- | -------------- | ---------------- |
| Vittoria  | 2015 | Australian Open     | Cemento     | David Wagner   | 6–2, 6–3         |
| Vittoria  | 2015 | US Open             | Cemento     | David Wagner   | 6–1, 4–6, 7–5    |
| Vittoria  | 2016 | Australian Open (2) | Cemento     | David Wagner   | 6–2, 6–2         |
| Vittoria  | 2017 | Australian Open (3) | Cemento     | Andy Lapthorne | 6–2, 6–2         |
| Vittoria  | 2018 | Australian Open (4) | Cemento     | David Wagner   | 7–6, 6–1         |
| Vittoria  | 2018 | US Open (2)         | Cemento     | David Wagner   | 7–5, 6–2         |
| Vittoria  | 2019 | Australian Open (5) | Cemento     | David Wagner   | 6–4, 7–6(2)      |
| Vittoria  | 2019 | Open di Francia     | Terra rossa | David Wagner   | 6–2, 4–6, 6–2    |
| Vittoria  | 2019 | Wimbledon           | Erba        | Andy Lapthorne | 6–0, 6–2         |
| Sconfitta | 2019 | US Open             | Cemento     | Andy Lapthorne | 1–6, 0–6         |
| Vittoria  | 2020 | Australian Open (6) | Cemento     | Andy Lapthorne | 6–0, 6–4         |
| Sconfitta | 2020 | US Open             | Cemento     | Sam Schröder   | 6(5)–7, 6–0, 4–6 |
| Vittoria  | 2020 | Open di Francia (2) | Terra rossa | Andy Lapthorne | 6–2, 6–2         |
| Vittoria  | 2021 | Australian Open (7) | Cemento     | Sam Schröder   | 6–1, 6–0         |
| Vittoria  | 2021 | Open di Francia (3) | Terra rossa | Sam Schröder   | 6–4, 6–2         |
| Vittoria  | 2021 | Wimbledon(3)        | Erba        | Sam Schröder   | 6–2, 6–2         |
| Vittoria  | 2021 | US Open (3)         | Cemento     | Niels Vink     | 7–5, 6–2         |
| Sconfitta | 2022 | Australian Open     | Cemento     | Sam Schröder   | 5–7, 0–6         |

#### Doppi Quad: 19 (8 titoli, 11 sconfitte)
| Esito     | Anno | Torneo              | Superficie  | Compagno       | Avversari                    | Punteggio            |
| --------- | ---- | ------------------- | ----------- | -------------- | ---------------------------- | -------------------- |
| Sconfitta | 2014 | Australian Open     | Cemento     | Lucas Sithole  | Andy Lapthorne David Wagner  | 4–6, 4–6             |
| Sconfitta | 2015 | Australian Open     | Cemento     | Lucas Sithole  | Andy Lapthorne David Wagner  | 0–6, 6–3, 2–6        |
| Sconfitta | 2015 | US Open             | Cemento     | Gauri Sharma   | Nicholas Taylor David Wagner | 6–4, 2–6, [7–10]     |
| Sconfitta | 2016 | Australian Open     | Cemento     | Andy Lapthorne | Lucas Sithole David Wagner   | 1–6, 3–6             |
| Sconfitta | 2017 | Australian Open     | Cemento     | Heath Davidson | Andy Lapthorne David Wagner  | 3–6, 3–6             |
| Sconfitta | 2017 | US Open             | Cemento     | Bryan Barten   | Andy Lapthorne David Wagner  | 5–7, 2–6             |
| Vittoria  | 2018 | Australian Open     | Cemento     | Heath Davidson | Andy Lapthorne David Wagner  | 6–0, 6(5)–7, [10–6]  |
| Sconfitta | 2018 | US Open             | Cemento     | Bryan Barten   | Andy Lapthorne David Wagner  | 6–3, 0–6, [4–10]     |
| Vittoria  | 2019 | Australian Open (2) | Cemento     | Heath Davidson | Andy Lapthorne David Wagner  | 6–3, 6(6)–7, [12–10] |
| Vittoria  | 2019 | Open di Francia     | Terra rossa | David Wagner   | Ymanitu Silva Koji Sugeno    | 6–3, 6–3             |
| Vittoria  | 2019 | Wimbledon           | Erba        | Andy Lapthorne | Koji Sugeno David Wagner     | 6–2, 7–6(4)          |
| Vittoria  | 2019 | US Open             | Cemento     | Andy Lapthorne | Bryan Barten David Wagner    | 6(5)–7, 6–1, [10–6]  |
| Vittoria  | 2020 | Australian Open (3) | Cemento     | Heath Davidson | Andy Lapthorne David Wagner  | 6–4, 6–3             |
| Vittoria  | 2020 | US Open (2)         | Cemento     | Andy Lapthorne | Sam Schröder David Wagner    | 3–6, 6–4, [10–8]     |
| Sconfitta | 2020 | Open di Francia     | Terra rossa | Andy Lapthorne | Sam Schröder David Wagner    | 6–4, 5–7, [8–10]     |
| Vittoria  | 2021 | Australian Open (4) | Cemento     | Heath Davidson | Andy Lapthorne David Wagner  | 6–2, 3–6, [10–7]     |
| Sconfitta | 2021 | Open di Francia     | Terra rossa | Sam Schröder   |                              |                      |
| Sconfitta | 2021 | Wimbledon           | Erba        | Sam Schröder   |                              |                      |
| Sconfitta | 2021 | US Open             | Cemento     | Heath Davidson |                              |                      |

### Giochi paralimpici
Alcott ha gareggiato con Heath Davidson per vincere la medaglia d'oro di Quad Doppio maschile alle Paralimpiadi di Rio 2016 . Insieme hanno sconfitto i campioni in carica David Wagner e Nick Taylor nella partita per medaglia d'oro (4–6, 6–4, 7–5). Il giorno dopo aver vinto l'oro nel doppio maschile, ha sconfitto Andy Lapthorne (6–3, 6–4) vincendo così la medaglia d'oro anche nel Quad Singolo maschile. Nel 2021 vince l'oro in singolare e l'argento in doppio con  Davidson.

## Vita privata
Alcott ha finito di studiare all'Università di Melbourne e ora ha una laurea in Commercio. Attualmente lavora come oratore motivazionale e come conduttore radiofonico su Triple J.
Nel tempo libero, Alcott frequenta i festival musicali ed è diventato famoso per il suo "crowdsurfing in sedia a rotelle". Nel 2018, ha lanciato l'Ability Fest, un festival di musica universalmente accessibile, con percorsi per persone in carrozzina, aree tranquille per soggetti con disabilità sensoriali e interpreti di Auslan (Australian Sign Language).
È stato membro del comitato dell'AFL Footy Show fino a quando lo show è stato cancellato nel 2019.
Il consiglio di Alcott ai giovani con disabilità è: "La cosa più importante è che per ogni cosa che non puoi fare, ce ne sono altre 10.000 che puoi fare. Per ogni idiota che ti fa passare un momento difficile, ce ne sono altri 10.000 che valgono il tuo tempo. "
Nel 2017, Alcott ha costituito la Fondazione Dylan Alcott "con lo scopo principale di aiutare i giovani australiani con disabilità a guadagnare autostima e rispetto attraverso lo sport e lo studio". Nel settembre del 2017, Alcott è stato nominato Patrono australiano per la Giornata internazionale delle persone con disabilità .
Il libro Able: gold medals, grand slams and smashing glass ceilings, scritto con Grantlee Kieza, è stato pubblicato dalla ABC Books nel 2018.

## Riconoscimenti
- 2015 - Candidato alla Tennis Newcombe Medal Australia[23]
- 2015 - Tennis Australia: L'atleta più eccezionale con disabilità[24]
- 2015 - Victorian Institute of Sport Award of Excellence[25]
- 2016 - Premio del Governatore per lo sportivo vittoriano dell'anno[26]
- 2016 - Finalista per i premi " Australia" della Hall of Fame dello Sport Australia[27]
- 2016 - Australian Paralympian of the Year e Australian Male Paralympian of the Year[5][28]
- 2016 - Tennis Australia Awards - Newcombe Medal: ha condiviso l'atleta più eccezionale con disabilità con il partner di doppio Heath Davidson[29]
- 2016 - Victorian Institute of Sport Elite Athlete with a Disability Award[30]
- 2018 - Campione del mondo su sedia a rotelle della Federazione internazionale di tennis quad[31]
- 2019 - Logie Awards - Graham Kennedy Award per il più popolare nuovo talento[32]
- 2019 - Victorian Institute of Sport Elite Athlete with a Disability Award[33]
- 2019 - Tennis Australia Più: eccezionale atleta con disabilità[34]